# Rosa (färg)
| Rosa |
| --- |
| Sju bildexempel på rosa. - Betydelse – ljusröd färg - Olika namn – rosa (sedan 1773 i svensk skrift), skär (sedan 1808), cerise (sent 1900-tal) - Användning – signalfärg för olika ändamål, ibland könsklassad |

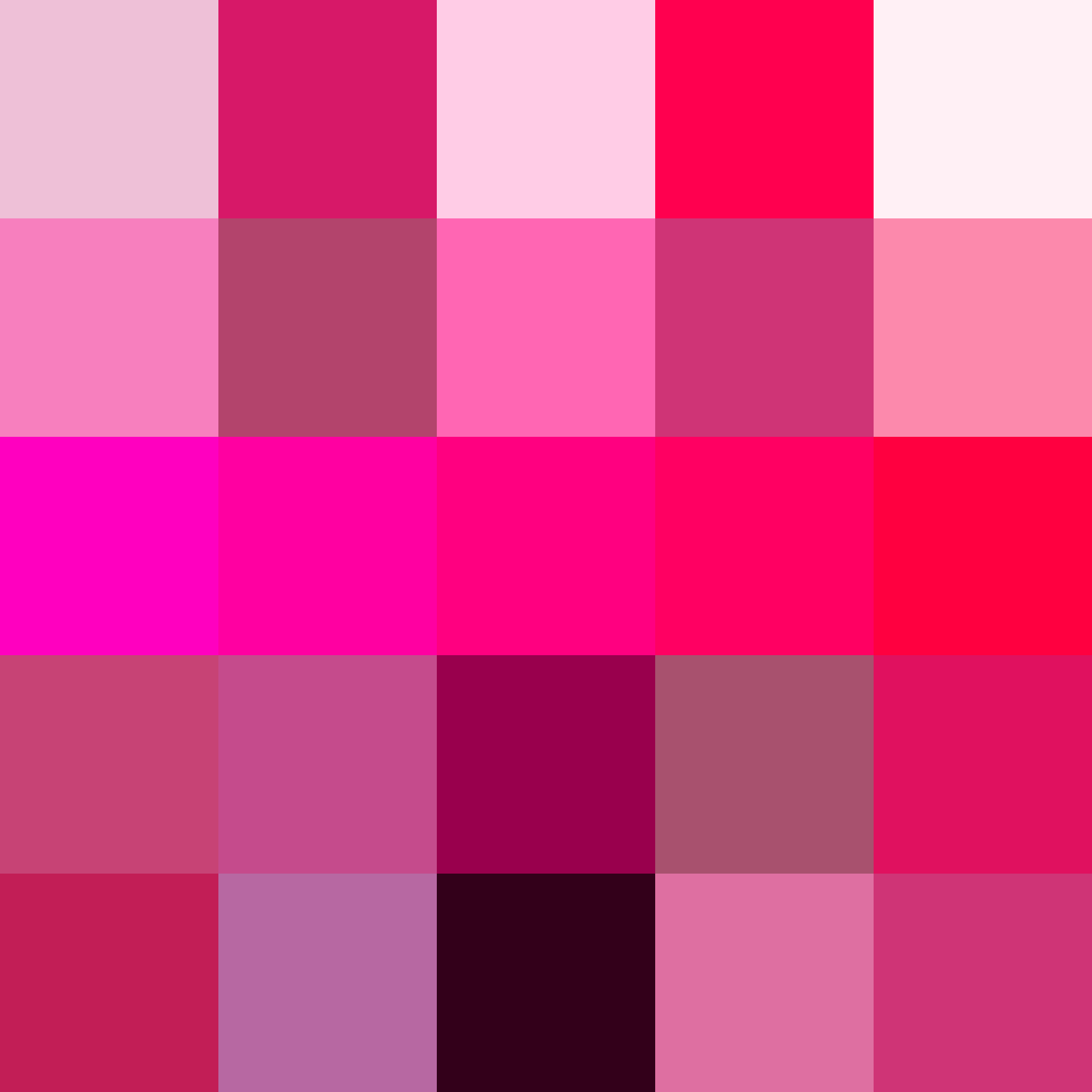
Olika nyanser av rosa

Rosa eller skär är en ljus variant av röd. 
Att det finns en särskild benämning för de ljusa färgerna är speciellt för röda kulörtoner, medan man för andra kulörtonområden använder ord som ”ljusblå” eller ”ljusgul”. Rosa eller skär finns med bland de upp till 11 färgord som anses vara grundläggande i alla språk, men i svenska finns det inget enskilt ord som på ett självklart sätt benämner de färger som ordet kan syfta på. Fram till 1700-talet fanns i svenskan inget särskilt ord för ljusröda färger.

## Etymologi
Ordet ”rosa”, en adjektivisering av ros-blomman, är belagt i svensk skrift första gången år 1773. Skär är den försvenskade stavningen från franska ordet chair ('kött') med intåg 1808. Idag är rosa ett mycket vanligare ord än skär.
Cerise, från det franska ordet för körsbär, är ett tredje ord för ett delvis överlappande färgområde som blev vanligt i svenskan först under sent 1900-tal. Dessa tre ord används på olika sätt av olika generationer.

## Historik
Färgen rosa nämns i litteraturen redan under antiken. I Odyssén från cirka 800 f.Kr. beskriver Homeros gryningsgudinnan Eos rosenfärgade fingrar, och den romerska poeten Lucretius använde det latinska ordet Roseus för att beskriva gryningens färg, rosa i sitt verk Naturens Ordning (De rerum natura).
Under medeltiden var rosa en ovanlig färg för kläder. Det var en tid när starka och intensiva färger sågs som exklusiva; rosa uppfattades som en urvattnad rödfärg av sämre kvalitet, och starkt rött föredrogs framför rosa. I konstverk av Cimabue och Duccio kunde Jesusbarnet ibland avbildas i rosa, som associerades med Kristi kött. Under renässansen och barocken började rosa användas något mer, framför allt i starka och intensiva köttfärgade nyanser, och användes allt oftare inom konsten som kontrastfärg. Det uppfattades dock som en nyans av rött, och rosa klädesplagg uppfattades ibland som dåligt färgade röda plagg snarare än en avsiktlig färgnyans.[källa behövs]
Färgen rosa fick sitt stora genombrott under 1700-talet, då det blev en av rokokons stora modefärger. I kontrast till medeltiden, när starka färger hade föredragits, blev det nu istället de blekare versionerna av olika färger som föredrogs, och rosa blev nu den färg som föredrogs istället för rött. Rokokon var pastellfärgernas konstart, och rosa tillhörde en av de absolut vanligaste och mest populära pastellfärgerna. Rosa användes flitigt i möbler, konst och kläder för både män och kvinnor. I Frankrike, som nu hade blivit den ledande modenationen, associerades rosa med modeförebilden Madame de Pompadour (1721–1764), som var känd för att ofta bära kombinationen rosa och blått i sina kläder, och som lät tillverka en särskild rosa nyans i sin porslinsfabrik i Sevres, Rose Pompadour.
Under 1800-talets viktorianska tidsperiod blev nästan alla färger utom svart, vitt, brunt, marinblått och grått definierade som kvinnliga och feminina, inklusive rosa. De enda färggranna kläder män bar var uniformer. Rött blev associerat med en färg män bar till uniformer då det associerades med blod och våld; rosa blev därför en färg man kunde klä små pojkar i, därför att det uppfattades som en "omogen" rödfärg för en pojke som ännu inte mognat till man.[källa behövs]
En liknande attityd fanns för kvinnor. Rosa blev en färg som ofta och gärna bars av flickor och unga ogifta kvinnor, ofta i kombination med vitt. Färgen ansågs stå för ett oskyldigt sinne, men ansågs mindre lämpligt för vuxna gifta kvinnor. Under 1900-talet blev rosa en symbol för kvinnor och det feminina, medan blått blev motsvarigheten för män.

## Kultur och användning

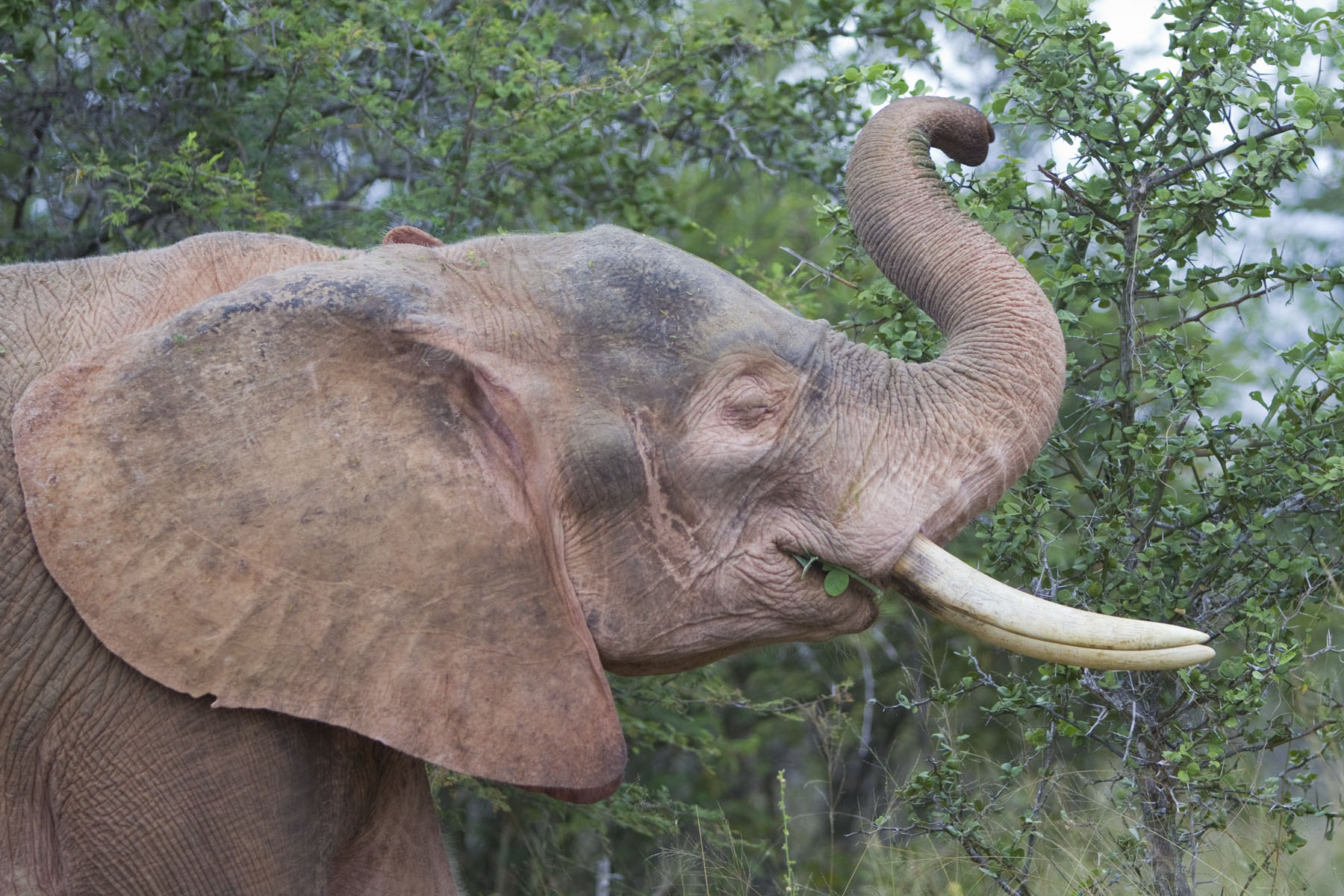
Så kallade vita elefanter är albino, och har naturligt en rosa-grå färg.

Enligt opinionsundersökningar i Europa och USA så är rosa den färg som mest associeras med charm, artighet, känslighet, att vara rar, mjukhet, barndom, feminitet och romantik. Färgen har inga starka negativa konnotationer, men endast två procent i regionerna angav färgen som sin favoritfärg. Fler kvinnor än män hade rosa som favoritfärg: tre procent av kvinnorna kontra mindre än en procent av männen. Färgen var också mer populär bland äldre än bland yngre.[källa behövs][när?]
I Japan är rosa den färg som i högsta grad associeras med våren, på grund av de japanska körsbärsblommorna. I Europa och USA är det istället grön som är mest associerad med våren.

### Kön
I den västerländska kulturen blev rosa tillskrivet ett enskilt kön på 1920-talet eller tidigare. Fram till 1940-talet ansågs rosa vara lämpligt för pojkar eftersom färgen var relaterad till rött och därför mer maskulin, medan blått betraktades som lämpligt för flickor eftersom det var en mer känslig och prydlig färg. I romanen Den store Gatsby (1925) användes rosa kläder för att markera att en man har kopplingar till arbetarklassen.
Sedan 1940-talet var den samhälleliga normen omvänd; rosa var lämpligare för flickor och blå för pojkar, en vana som har fortsatt in på 2000-talet. Vissa har ansett att klädbutikernas färgsättningar för pojk- och flickkläder (med ljusblå respektive rosa signalfärger) påverkade den allmänna uppfattningen om könskaraktären hos färgen rosa. Även soldaternas blå uniformer kan ha bidragit till definitionen av blå som en manligt kodad färg.
Sedan 1960-talet har oppositionen emot könsuppdelade färgsystem ökat, i aktivismen för att försöka radera ut könsskillnaderna inom barnmodet. Parallellt har även ett ökat intresse för mer könsuppdelningen i färger märkts, även hos tidigare mer köns- och färgneutrala modekedjor.
Trots att färgen rosa ibland blivit förknippad med negativa könsstereotyper, har vissa feminister försökt att ”kräva tillbaka” eller återerövra den.[källa behövs]

### Homosexualitet
Liksom judar tvingades bära en gul davidsstjärna och romer tvingades att bära en svart triangel, tvingades män anklagade för homosexualitet att bära en rosa triangel under nazisternas styre. Numera bärs den rosa triangeln frivilligt (ibland uppåtvänd, i motsats till nazisternas användning).[källa behövs]
En nederländsk nyhetsgrupp om homosexualitet kallas nl.roze (roze är det nederländska ordet för rosa), och i Storbritannien är Pink News (pink är engelskans ord för rosa) en ledande gaytidning och online nyhetstjänst. Det finns en tidning för HBTQ-läsare som heter Pink som har olika upplagor för olika storstadsområden. I Frankrike är Pink TV en HBTQ-kanal.

### Sexualitet i allmänhet
Rosa används ofta även som en signalfärg för sexualitet rent allmänt. Redan på 1700-talet förekom färgen som markör för det erotiska i både på- och avklädda målningar från perioden. Senare har färgens koppling till kött och hud använts i många sammanhang för att antyda sexuell koppling, inte minst i relation till färgen på slidan eller blygdläpparna. Färgen markeras i namnet till den japanska filmgenren pinku eiga och i namnet till produktionsbolaget Pink and White Productions.

### Övrigt
I listan X11-webbfärger finns flera som kallas rosa (pink). Koordinaterna för en av dem visas i boxen till höger.
Rosa användes som truppslagsfärg för pansartrupperna i Wehrmacht och Waffen-SS.[källa behövs]
Rosa bandet är den internationella symbolen för medvetenhet om bröstcancer. Rosa valdes eftersom den är så starkt associerad med kvinnlighet; kvinnor står för den absoluta majoriteten av bröstcancerfall.

## I naturen
Olika nyanser av rosa är vanliga på blommor. Även vissa djur är rosafärgade:
- De flesta flamingoarter är rosa på grund av rosa pigment i maten de äter.
- Många grisar är rosafärgade.
- De så kallade vita elefanterna vördas i flera länder i Sydostasien och är naturligt rosa.
- Vuxna amazondelfiner är rosa.

## Galleri

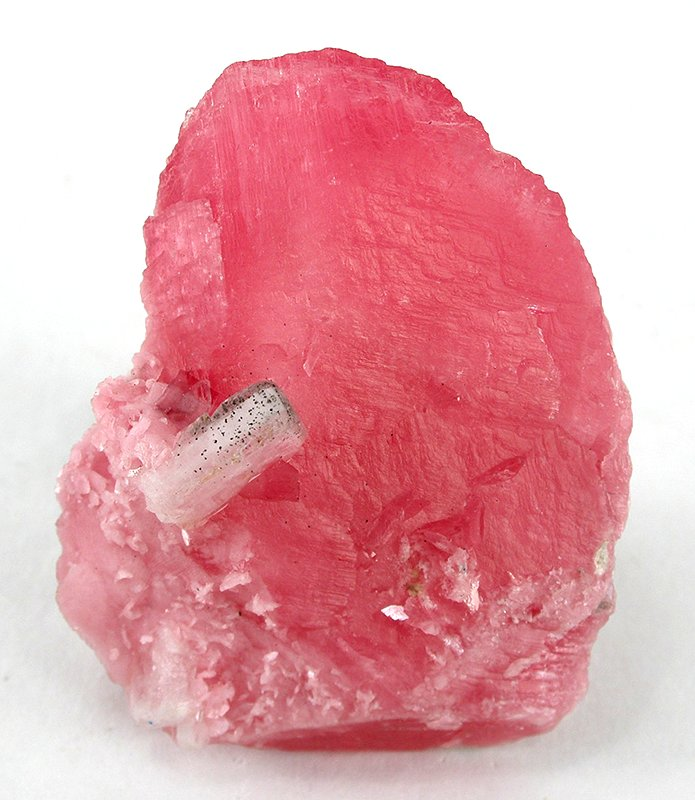
Kristall av rodokrosit.
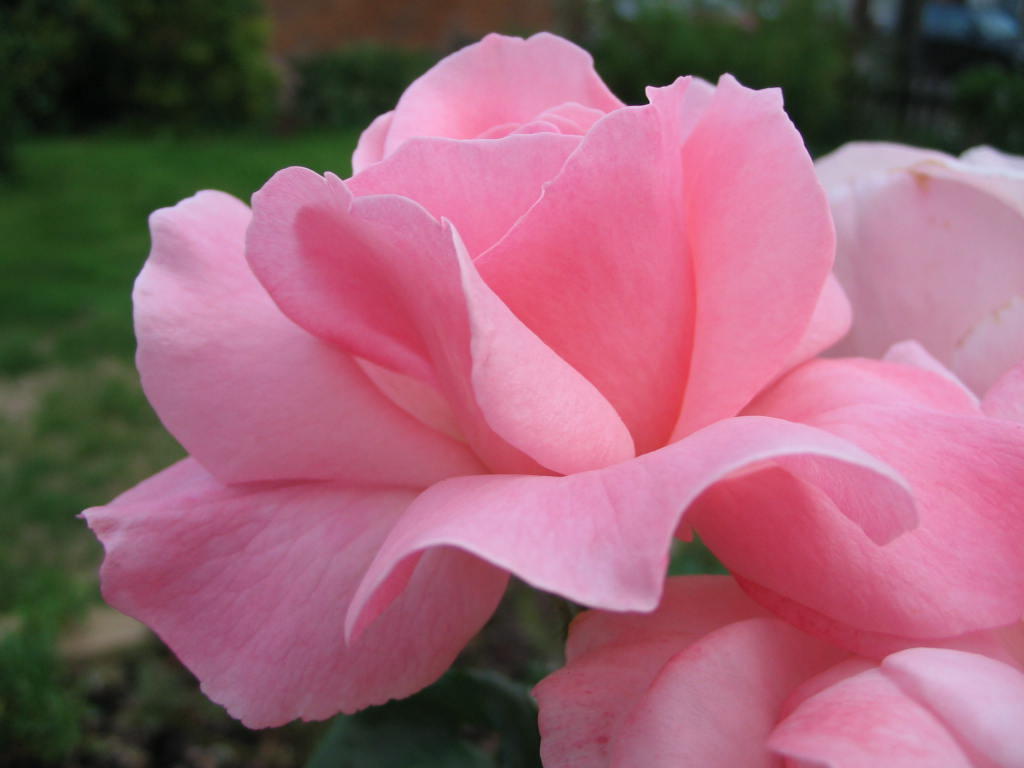
Ros av sorten Queen Elizabeth.
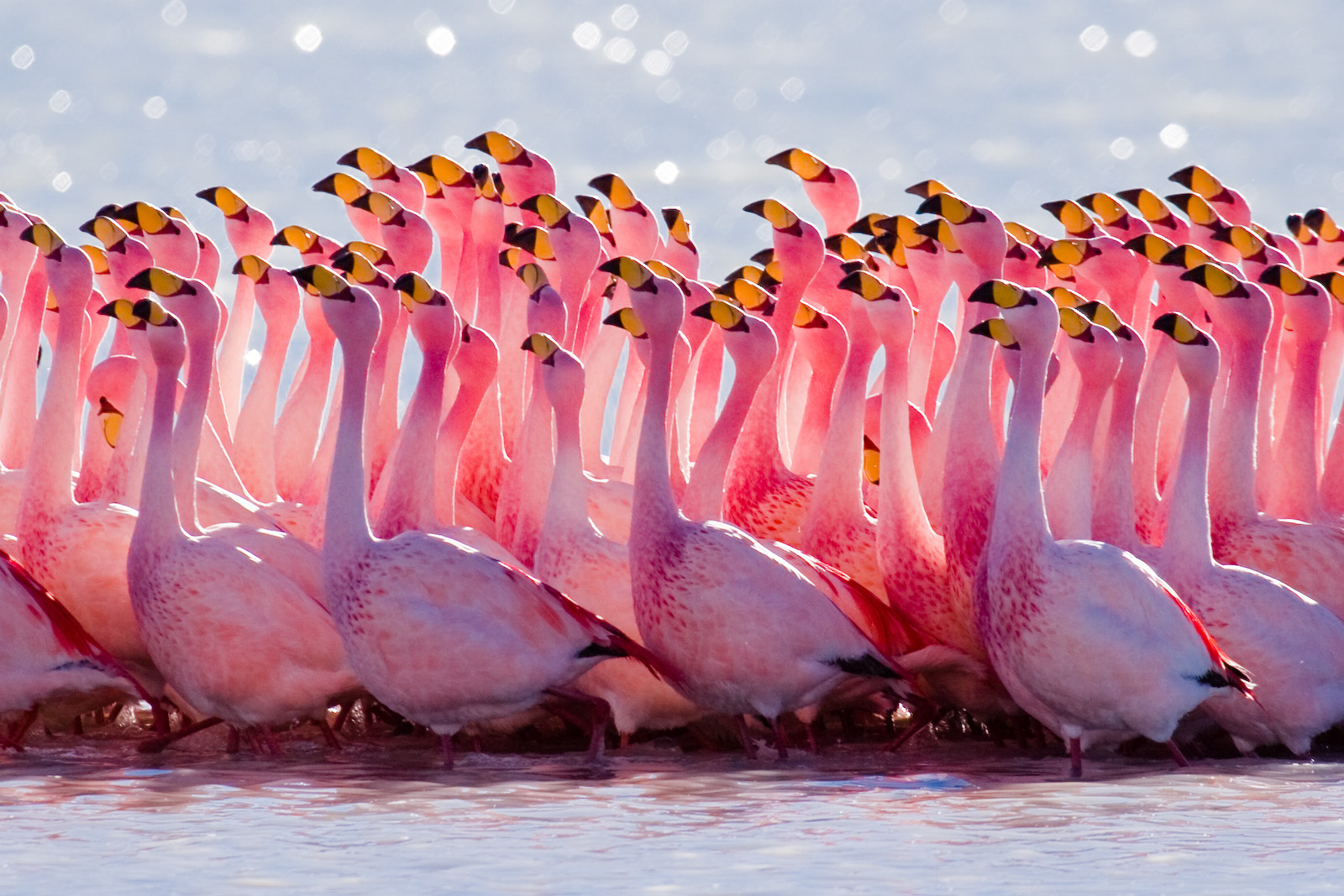
Parningsritual hos punaflamingo.
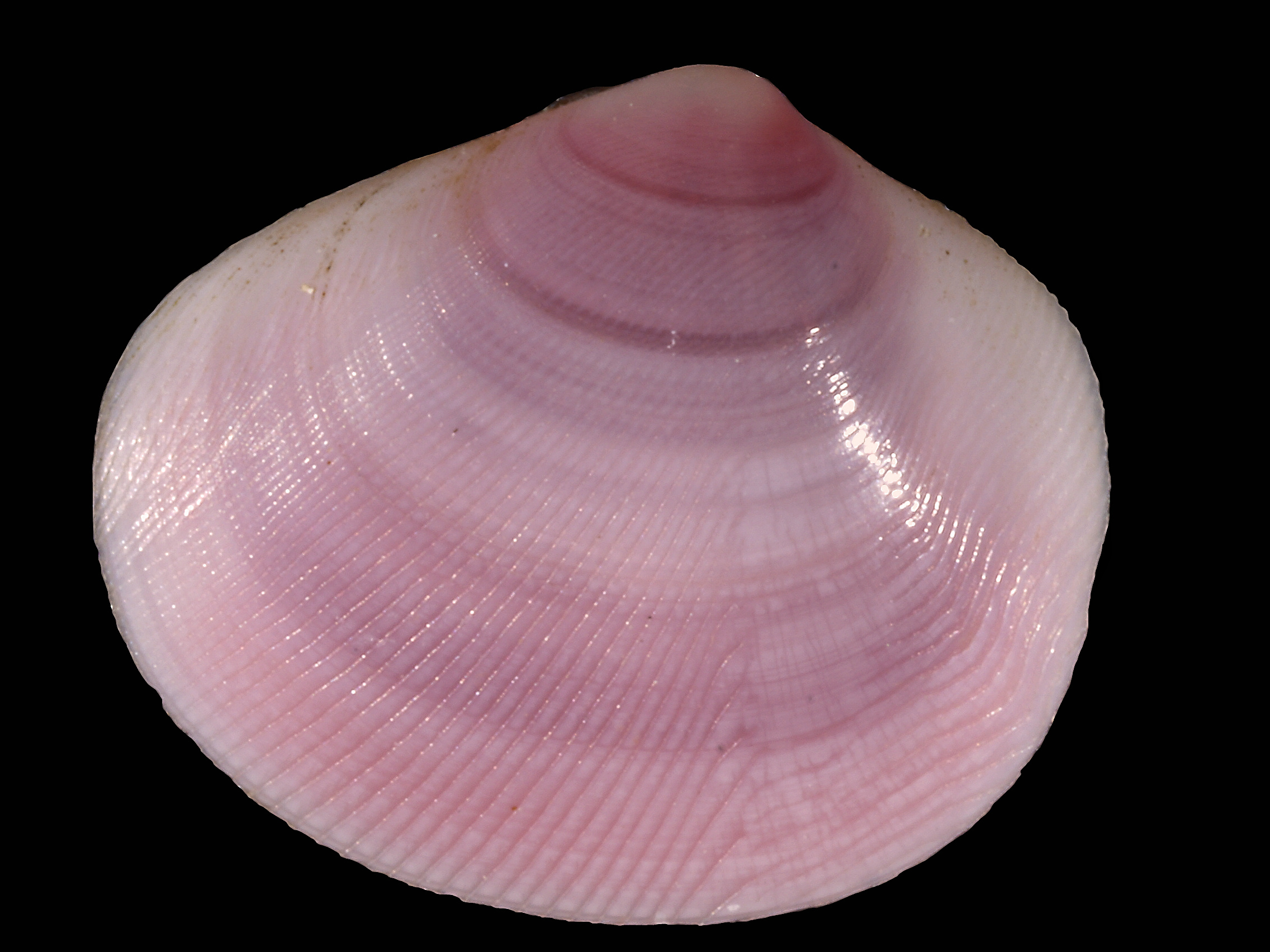
Skal av musslan Strigilla carnaria.
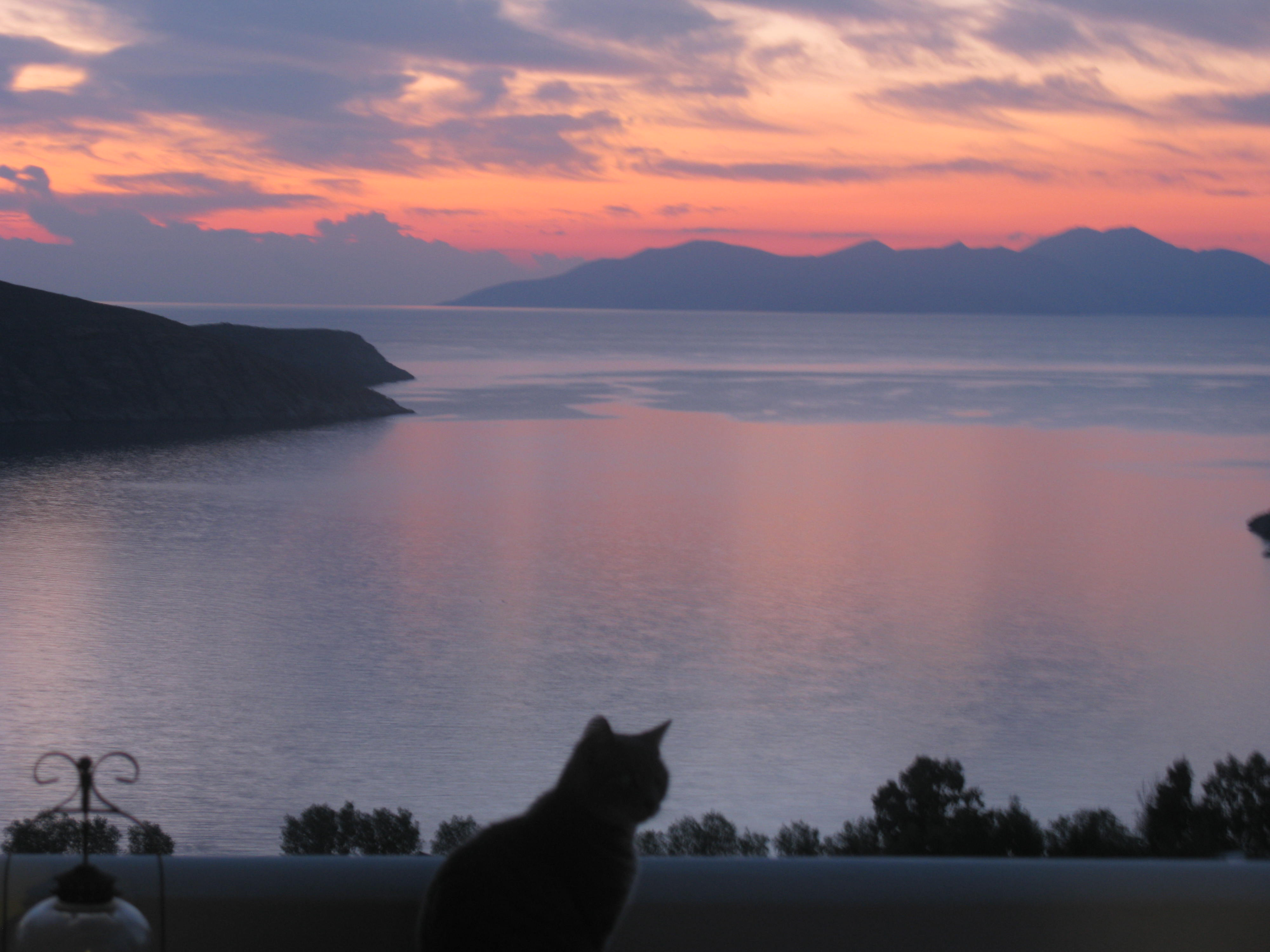
Under antiken associerades rosa med gryningen och dess gudinna.
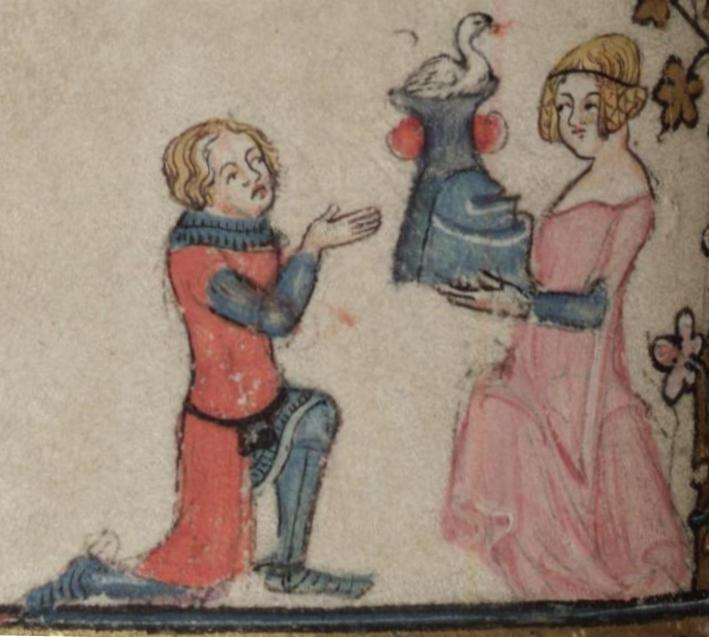
Rosa var sällsynt till kläder under medeltiden, men förekom.
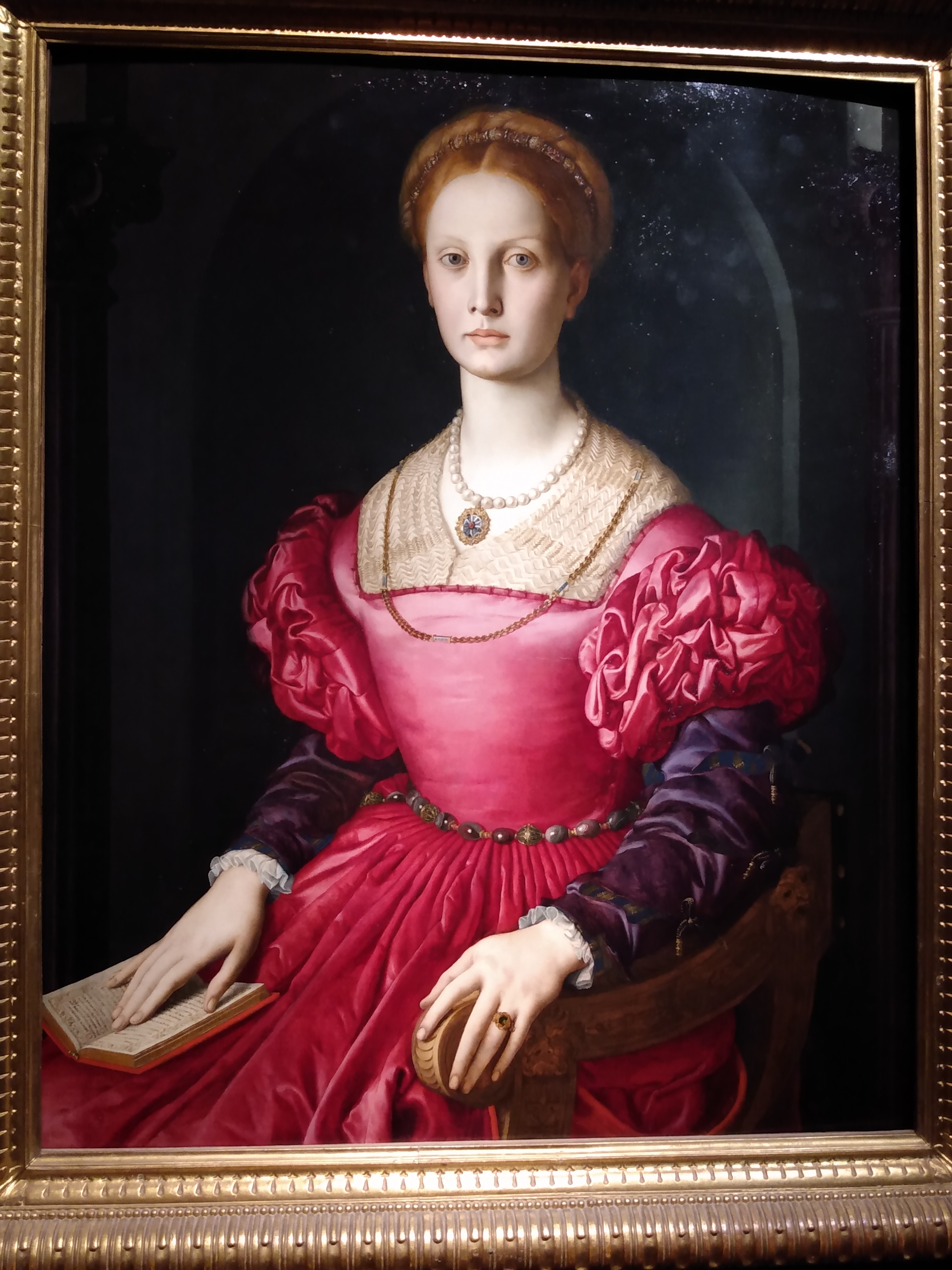
Under renässansen började (intensivt) rosa förekomma mer i kläder.
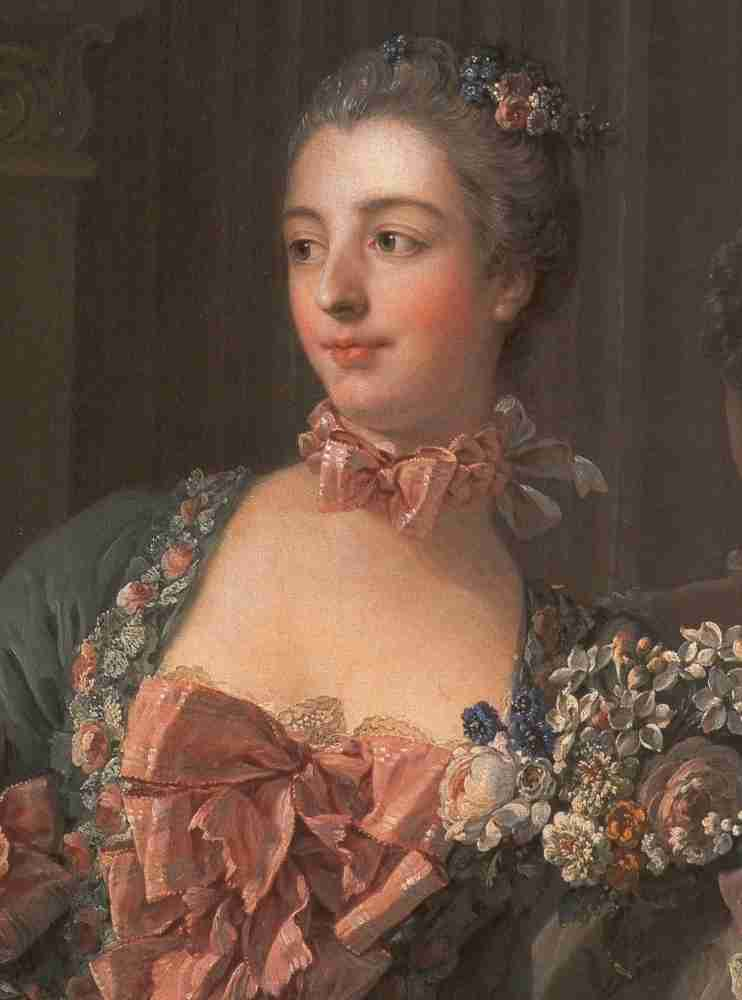
Madame de Pompadour var känd för att kombinera rosa med blått.
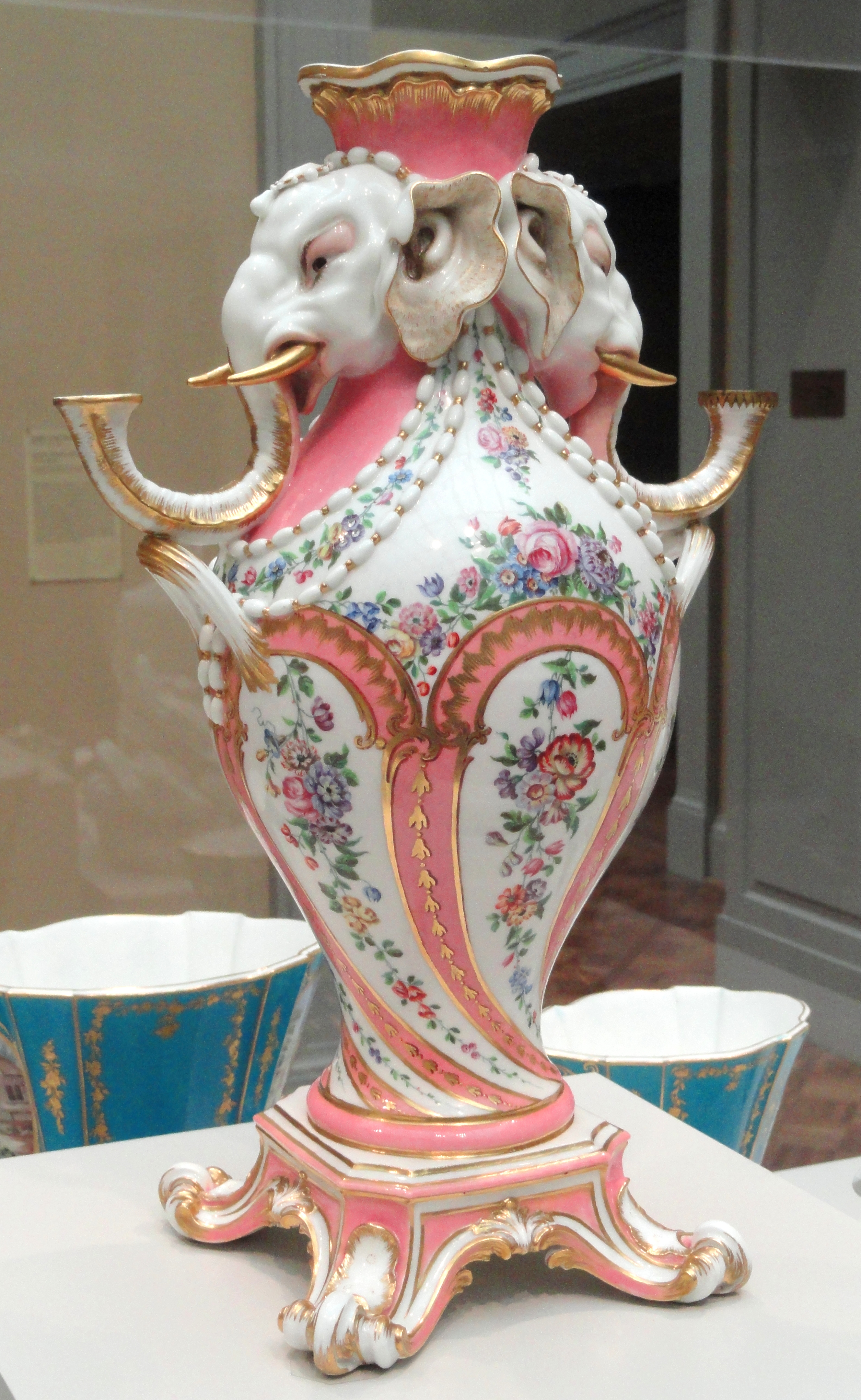
Sèvresporslin i nyansen Rose Pompadour.
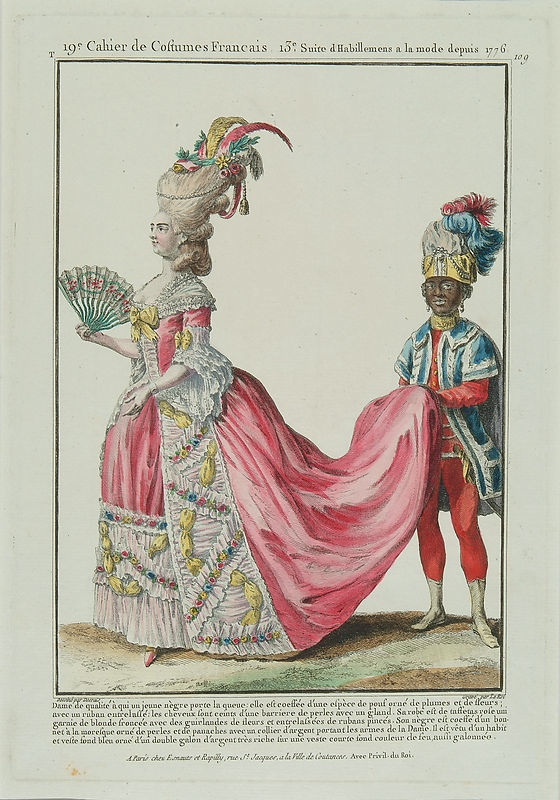
Rosa var under hela 1700-talet en populär modefärg.
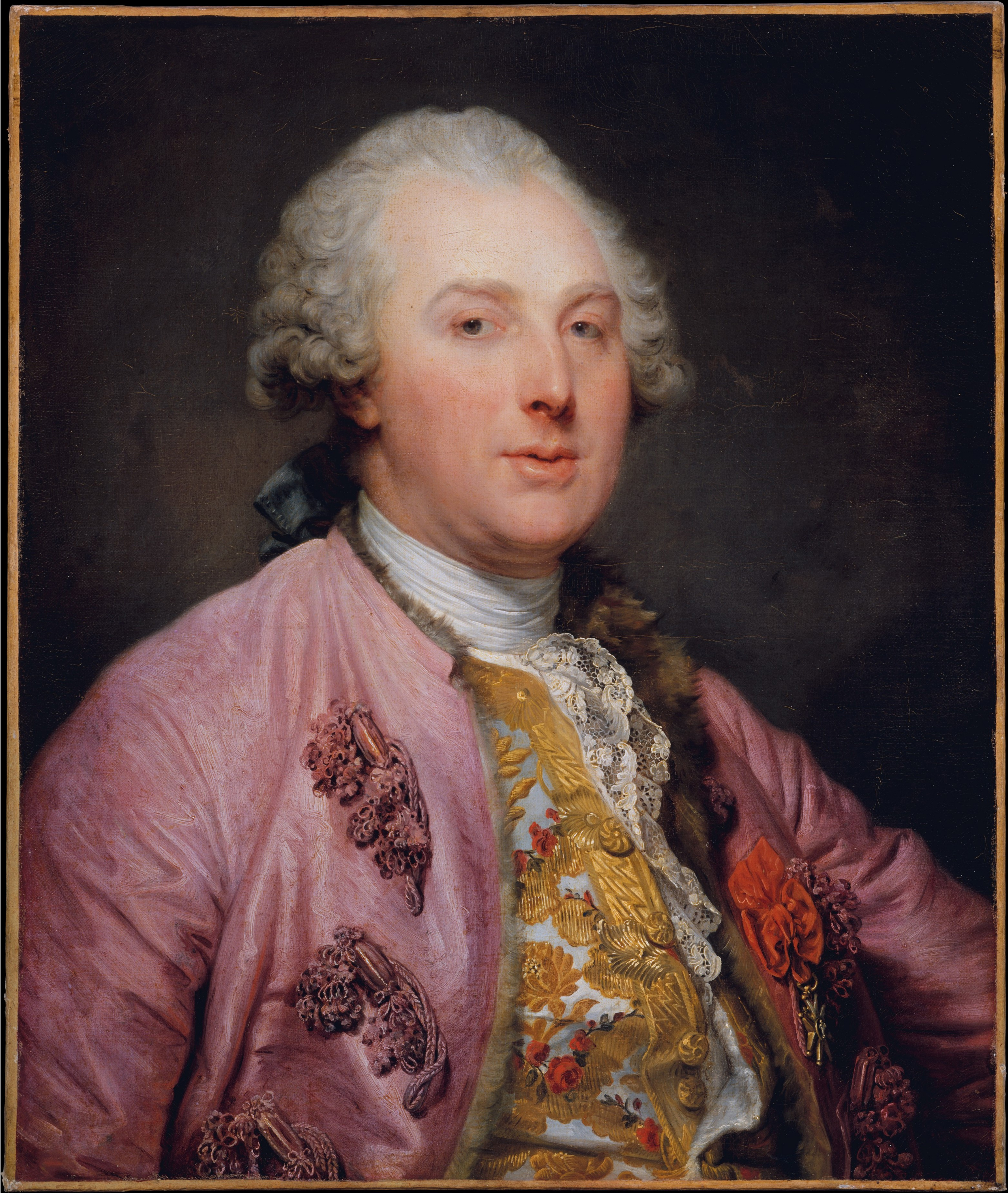
Greve d'Angiviller. Rosa var en vanlig färg för män under rokokon.
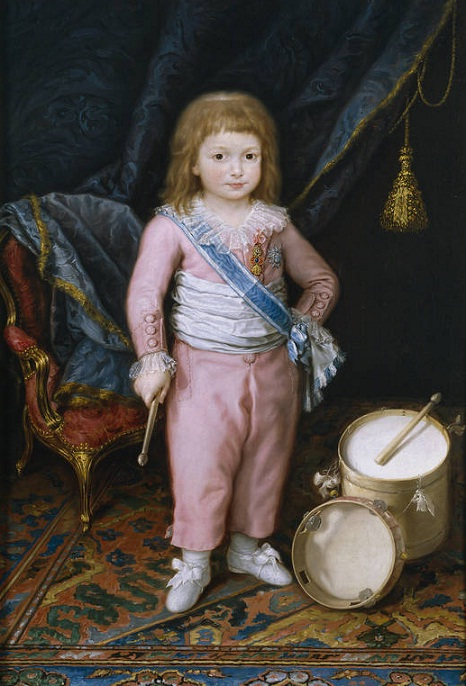
Rosa kom att bli en populär färg för småpojkars uniformer, då rött sågs som färg för en vuxen mans uniform.
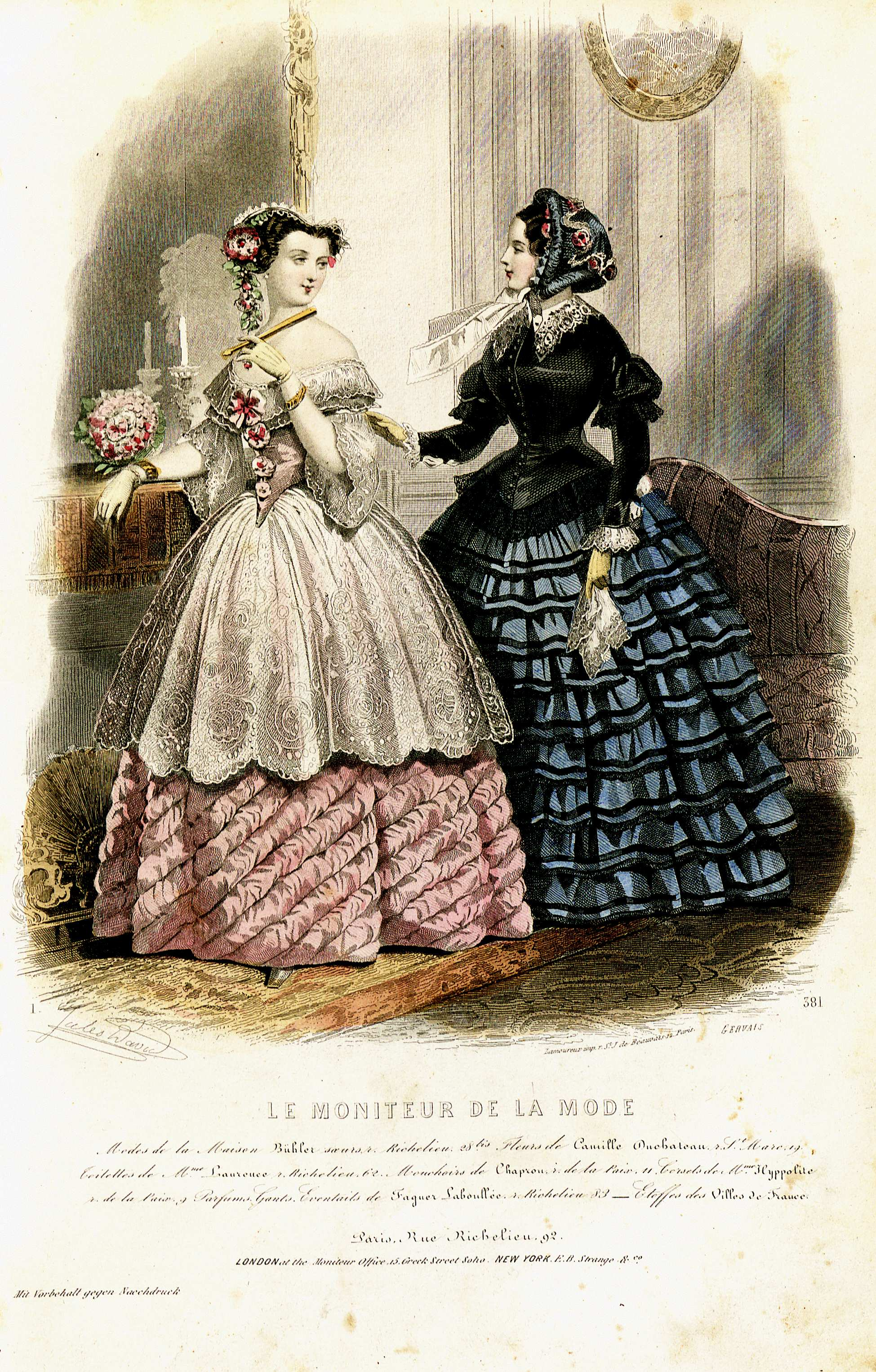
Under 1800-talet var rosa och vitt en populär färg för unga ogifta kvinnor.
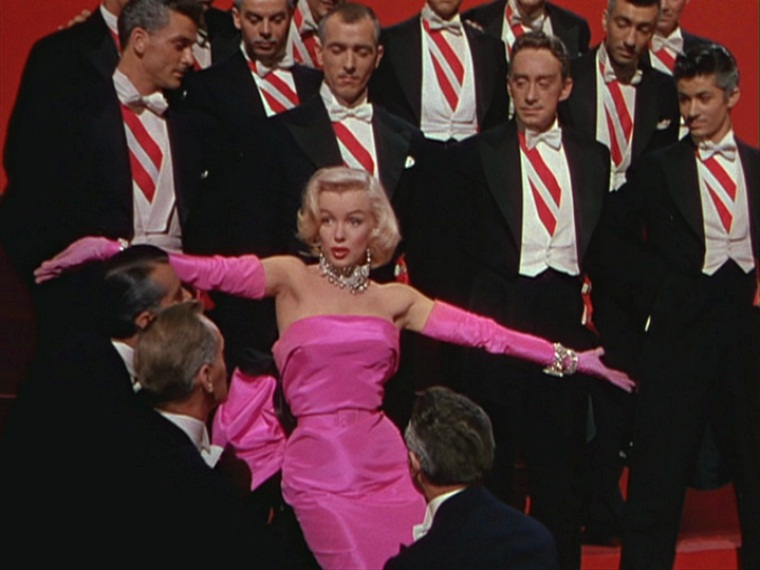
Marilyn Monroe i rosa. Rosa hade under 1900-talet blivit en mycket feminin färg.
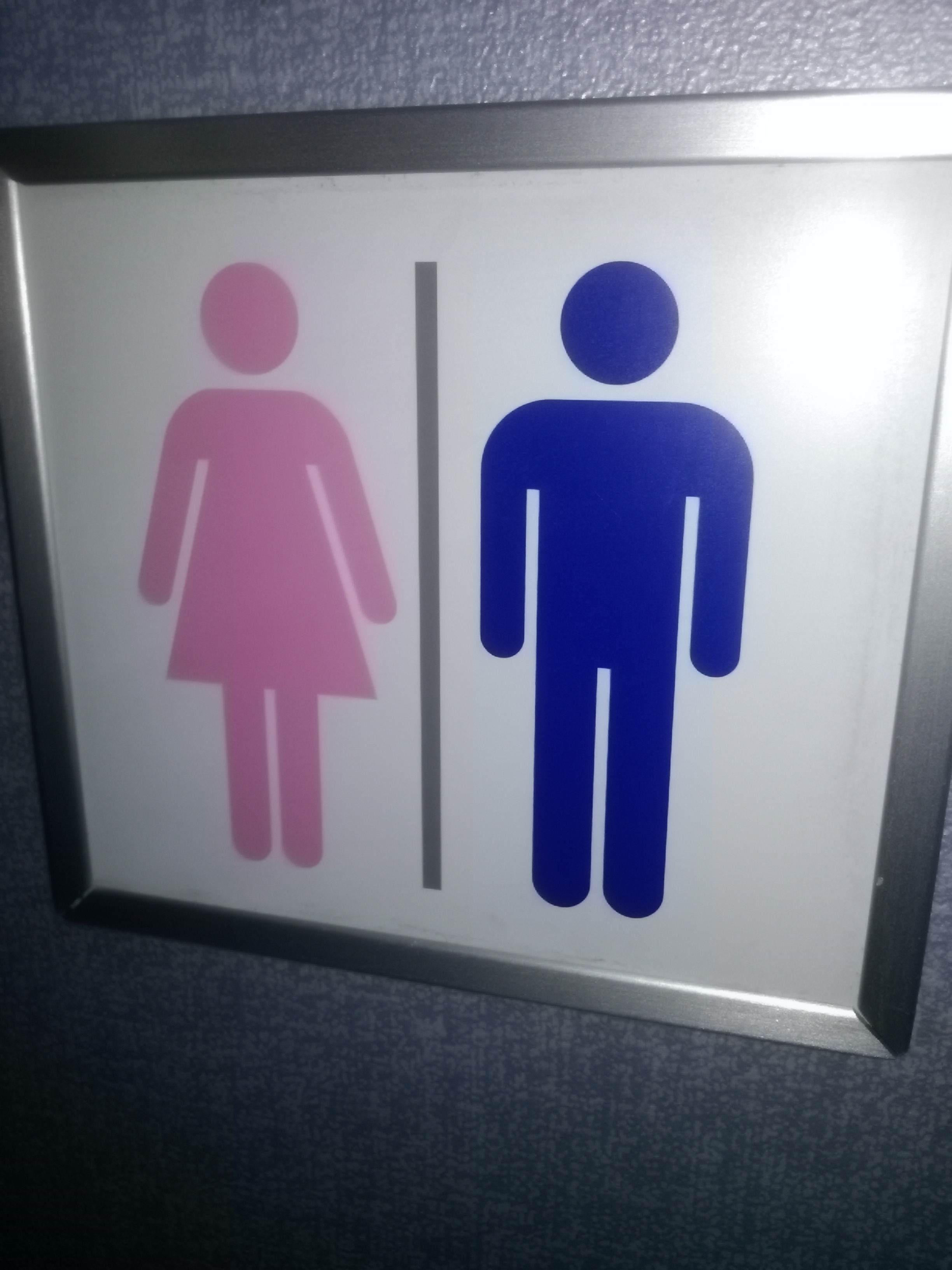
Under 1900-talet blev rosa en symbolfärg för kvinnor och blått för män.
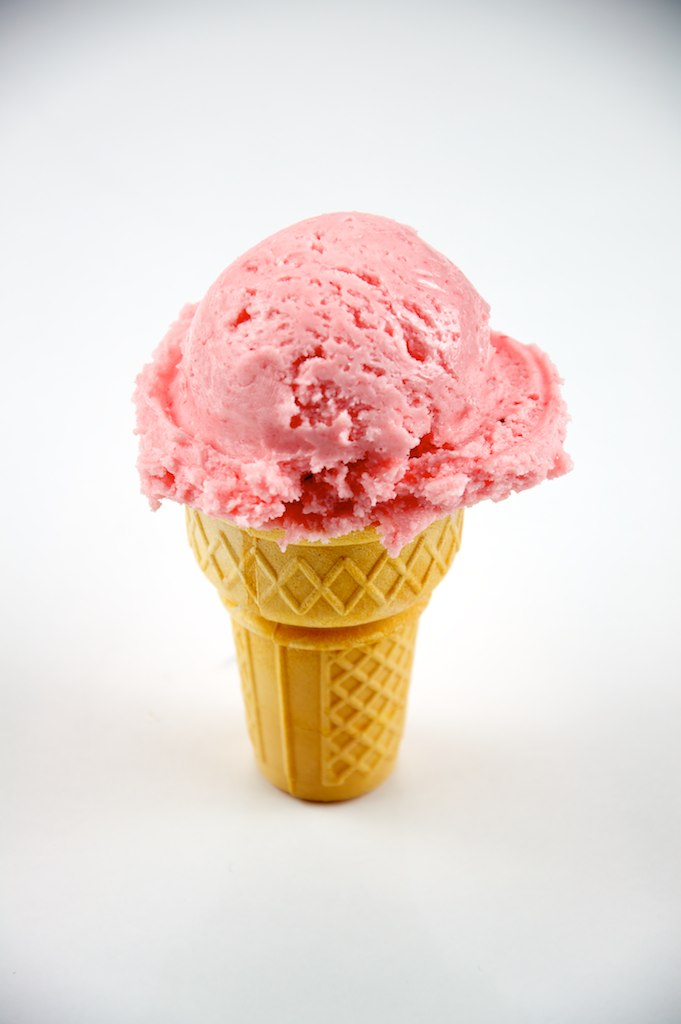
Strut med rosa jordgubbsglass.
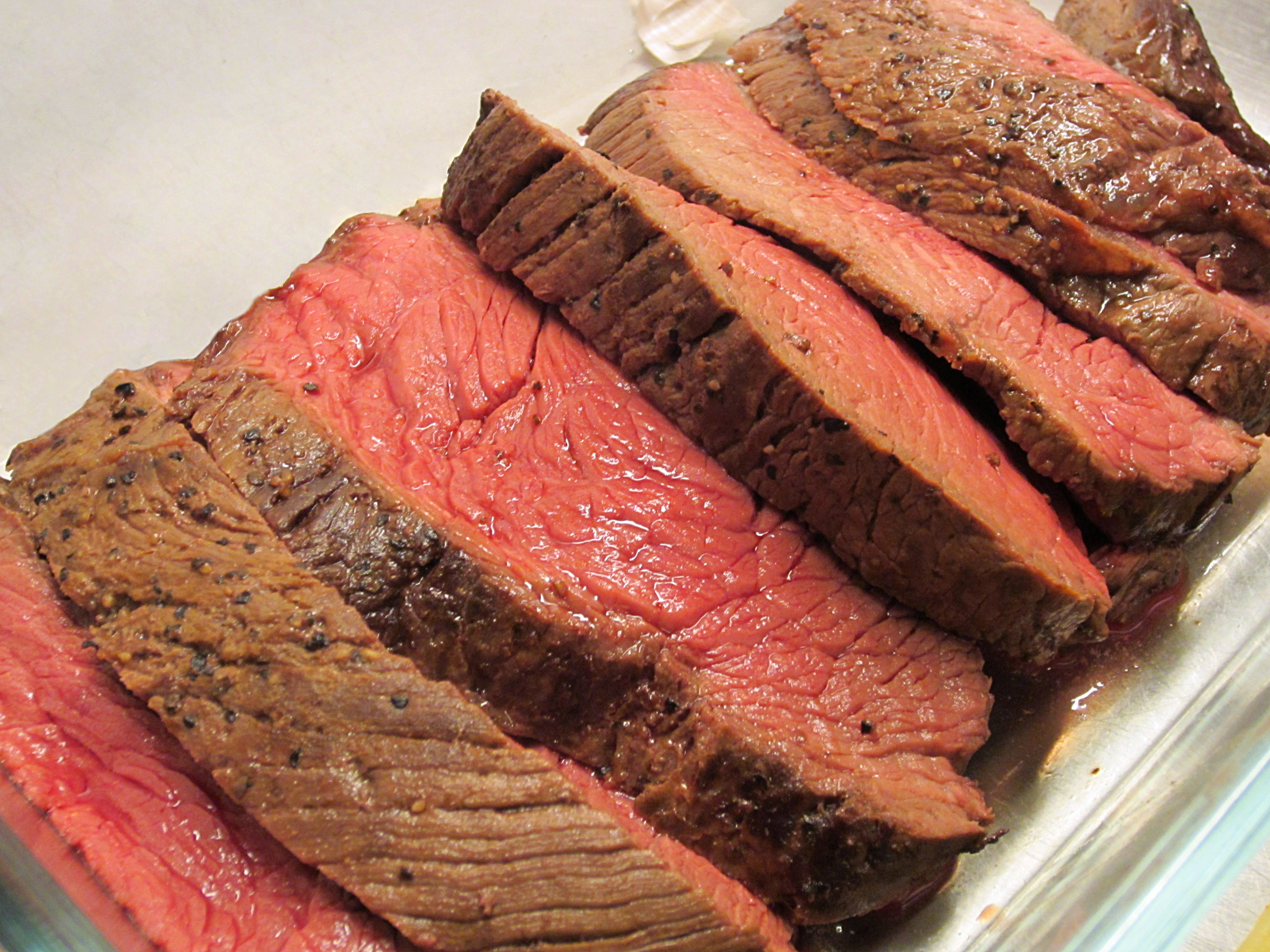
Uppskuren rostbiff, färdig att servera.
Rosa bandet, internationell symbol för bröstcancer.